# Juany Rojas
Juana María Rojas Castro, más conocida como Juany Rojas, (Oficina salitrera Pedro de Valdivia, Chile, 1953) es una poetisa y terapeuta ocupacional chilena.

## Biografía
Nacida en la desaparecida Oficina salitrera Pedro de Valdivia en 1953, se trasladó en 1964 a Curicó donde cursó los estudios de enseñanza básica y media. En 1975 se tituló de Terapeuta ocupacional por la Universidad de Chile.
En 1992 ingresó al Taller Literario La Trastienda, dirigido por la escritora y poeta Alejandra Basualto, donde desarrolló su trabajo literario hasta 1995. Es en medio de este proceso que publica su primer poemario, Las magias perdidas, publicado por propia editorial La Trastienda.
En 2014 asistió como poeta invitada al IX Festival Internacional de Poesía que se desarrolló en el contexto de la Feria Internacional del Libro de Buenos Aires en Argentina.
Parte de sus poemas han sido parcialmente traducidos al catalán y al portugués e incluidos en antologías tanto en Chile como el extranjero.
Su poesía ha sido descrita como "escritura breve y epigramática", e influenciada por "su vida en el norte de Chile, del campo y la provincia, así como del vértigo de la gran ciudad".

## Poemarios
- Las magias perdidas (1994)
- Quehaceres (2006)
- Espejismos en la Pampa (2007)
- Ofidios (2013)
- Quehaceres (2017)
- Esta pobrecita tierra (2020)
- La caja de las horas (2022)

## Premios y reconocimientos
- 2004: Mención honrosa en Concurso Literario "Stella Corvalan", por Quehaceres. Talca, Chile
- 2007: Mención honrosa en Concurso Literario "Stella Corvalan", por Espejismos en la Pampa. Talca, Chile[6]
- 2008: Mención honrosa en Concurso Literario "Stella Corvalan", por Retratos de la Calle. Talca, Chile
- 2010: Segundo Premio en Encuentro internacional de poesía Reunión de voces. Buenos Aires, Argentina.
- 2013: Primer Premio Concurso de poesía Tegualda Pino Berríos, por el poema "Todos Agua". Curicó, Chile.